# Марк Веттій Болан (консул 111 року)
Марк Веттій Болан (лат. Marcus Vettius Bolanus; ? — після 113) — державний діяч часів Римської імперії.

## Життєпис
Походив з роду Веттіїв. Син Марка Веттія Болана, консула-суфекта 66 року, та Понтії. Мав брата-близнюка Гая Клодія Криспіна. Завдяки статусу родин Веттіїв та Петроніїв зробив гарну кар'єру. Приблизно наприкінці правління Доміціана увійшов до римського сенату, де засідав до періоду правління імператора Траяна.
Близько 93 року Болана разом з братом намагалася отруїти власна мати, яка потім наклала на себе руки. У 111 році обіймав посаду консула разом з Гаєм Кальпурнієм Пізоном. Про його каденцію нічого невідомо. Помер після 113 року, оскільки є відомості, що був живий під час консульства брата-близнюка Гая Клодія у 113 році.